# BLitZ – Bonner literarische Zeitung
BLitZ – Bonner literarische Zeitung war eine Bonner Literaturzeitschrift, die zunächst von Ernst-Edmund Keil, Ludwig Verbeek und Udo Weinbörner herausgegeben wurde. Die Nullnummer erschien im Dezember 1986, die Nummern 1–4 (1987/88) wurden von Hubert Katzmarz im Verlag Die Mücke verlegt. Bis zur Einstellung 1996 erschienen 25 Ausgaben, ab Nr. 5/6 herausgegeben von Udo Weinbörner und Michael Starcke.

## Konzept
Die Redakteure von BLitZ machten es sich zur Aufgabe, die Ereignisse der Bonner Literaturszene akribisch zu begleiten. Ein Pressespiegel bündelte die Berichterstattung lokaler Feuilletons, Rezensionen unterzogen Neuerscheinungen ortsansässiger Autoren einer kritischen Würdigung und literarische Veranstaltungen und Initiativen wurden nahezu lückenlos dokumentiert. Auch Primärliterarisches fand seinen Platz, sowohl aus der Feder lokaler Autoren als auch von überregionalen Größen, etwa von Martin Walser, Peter Härtling, Guntram Vesper oder Herrad Schenk. Gedruckt wurde die Zeitung, die aus ungehefteten, ineinandergelegten Bögen bestand, auf dickem, rauen Papier, das rasch „stilecht“ vergilbte. Das Druckerzeugnis (Umfang zwölf bis 16 Seiten, Auflage: 1000) war kostenlos im lokalen Buchhandel erhältlich und lag an bekannten Kultureinrichtungen aus.  Auf Wunsch wurde die Literaturzeitung auch im Abonnement bundesweit verschickt.